# Грушко Євген Семенович
Євген Семенович Грушко (1894, село Тарнув Люблінської губернії, тепер у гміні Вербиця Холмського повіту Люблінського воєводства, Польща — 8 листопада 1955, СРСР) — радянський діяч органів державної безпеки та міліції.

## Біографія
Народився в селянській родині. Освіта нижча, закінчив чотирикласне училище. До 1915 року навчався та працював у господарстві батьків. 
З 1915 року служив у російській армії, брав участь у Першій Світовій війні. З листопада 1915 року — писар, з листопада 1916 року — військовий чиновник 8-ї інженерної дружини 45-го корпусу Західного фронту. У вересні 1917 року дезертував з армії, ховався від військового слідства в місті Орші Могильовської губернії.
З 12 лютого 1918 року — червоногвардієць, одночасно заступник завідувача транспортного відділення Оршанського комісаріату постачання та транспорту. З березня 1918 року — червоноармієць, з травня 1918 року — командир ескадрону, а потім помічник командира кавалерійського полку РСЧА дислокованого в місті Орші. З жовтня 1918 року — помічник коменданта, з лютого 1919 року — квартирмейстер 175-го полку 20-ї стрілецької дивізії (місто Сизрань Симбірської губернії). З травня 1919 року — начальник господарської команди 311-го (колишнього 175-го) полку 7-ї армії (Петроград). З липня 1919 року — начальник господарської частини 11-го (колишнього 311-го) полку 6-ї дивізії на фронті проти військ білогвардійського генерала Юденича. З жовтня 1919 року — уповноважений управління 165-ї бригади 55-ї дивізії (станція Шувалово Петроградської губернії). Брав участь у боях за Петроград. Член РКП(б) з 1920 року.
З травня 1920 року — на оперативно-чекістській роботі в органах ВНК-ОДПУ: начальник Слідчої частини Особливого відділу 55-ї дивізії (Польський фронт), з листопада 1920 року — начальник Секретно-оперативної частини Особливого відділу 55-ї дивізії (Одеса). З червня 1921 року — начальник Секретно-оперативної частини Особливого відділу Харківського губернського відділу ДПУ, з жовтня 1921 року — начальник особливого відділення ДПУ 137-ї окремої Петроградської бригади (Харків). З грудня 1921 року — помічник начальника Особливого відділу ОДПУ 24-ї Самарської дивізії (місто Гайсин Подільської губернії). З січня 1922 року — начальник агентури, з серпня 1922 року — уповноважений Інформаційного відділу 5-ї дільниці прикордонного спеціального відділення (місто Проскурів Подільської губернії). З березня 1923 року — уповноважений прикордонного контрольно-пропунського пункту Одеського порту. З листопада 1923 року — комендант дільниці Тираспольського прикордонного загону ОДПУ в Херсонській губернії.
З вересня 1924 до серпня 1925 року — слухач Вищої прикордонної школи ОДПУ в Москві.
З серпня 1925 року — начальник маневрової групи та комендант 5-го Сестрорецького прикордонного загону ОПУ, з вересня 1926 року — уповноважений 7-го Кінгісепского прикордонного загону ОДПУ, з 12 жовтня 1928 року — уповноважений-інспектор Відділу служби Управління прикордонної охорони повпредства ОДПУ по Ленінградському військовому окрузі, з 1 вересня 1930 року — помічник начальника 6-го Оранієнбаумського прикордонного загону ОДПУ з секретно-оперативної частини. З липня 1931 року — помічник командира 22-го полку військ ОДПУ по секретно-оперативній частині (Ленінград). З грудня 1931 року — начальник Ленінградської школи-розплідника службових собак. З березня 1933 року — командир-військовий комісар 43-го полку військ ОДПУ, потім 155-го полку військ НКВС Ленінградського округу (місто Повенець Карельської АРСР). З лютого 1938 року — начальник Псковського прикордонного загону військ НКВС.
З 23 квітня 1939 року — начальник Управління Робітничо-Селянської міліції та помічник начальника Управління НКВС Ленінградської області з міліції. З 1 серпня 1942 рокуроку — начальник Управління міліції, одночасно заступник, а з червня 1943 до квітня 1944 року — 1-й заступник начальника Управління НКВС Ленінградської області.
18 квітня 1944 — 10 січня 1947 року — начальник УНКВС (УМВС) Львівської області.
З 10 січня 1947 року — заступник начальника Головного управління міліції МВС СРСР. 7 травня 1949 року звільнений з посади з залишенням у розпорядженні Управління кадрів МВС СРСР, 4 червня 1949 року був звільнений у відставку через хворобу.
Помер 8 листопада 1955 року.

## Звання
- полковник (1937)
- старший майор міліції (1940)
- інспектор міліції (1942)
- комісар міліції 2-го рангу (1943)

## Нагороди
- орден Леніна (21.02.1945)
- орден Червоного Прапора (3.11.1944)
- орден Суворова ІІ ст. (8.03.1944)
- орден Богдана Хмельницького ІІ ст. (21.10.1944)
- орден Вітчизняної війни І ст. (10.4.1945)
- медаль «XX років Робітничо-Селянській Червоній Армії» (22.02.1938)
- медаль «За оборону Ленінграда» (1943)
- медалі
- нагрудний знак «Почесний працівник ВЧК-ОДПУ» (XV: 20.08.1936);
- нагрудний знак «Заслужений працівник НКВС СРСР» (18.02.1946).